# Johan August Skogsfors

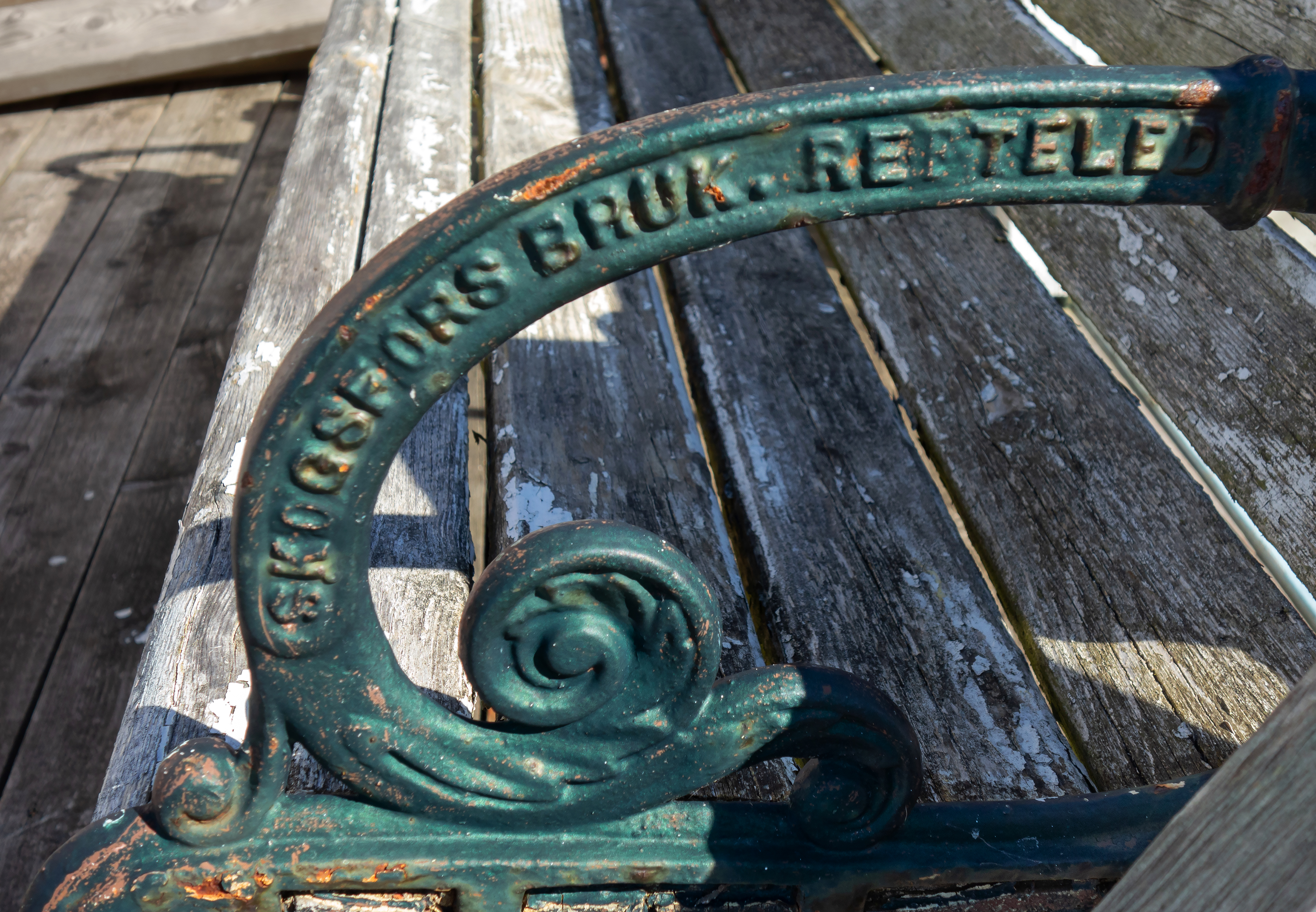
Bänk i gjutjärn från Skogsfors Bruk

Johan August Skogsfors, före 1912 Pettersson, född 18 april 1880 i Karaby Västergård, Västboås, död 31 januari 1944 i Reftele, var en svensk fabrikör och entreprenör.
Johan August Skogsfors växte upp på ett jordbruk i Småland, som han tog över vid 19 års ålder. Han började 1903 tillverka jordbruksmaskiner som såmaskiner på gårdens smedja. År 1906 grundade han vid 26 års ålder ett verkstadsföretag vid järnvägsstationen i Reftele, som blev Skogsfors Bruk med tillverkning av framför allt jordbruksmaskiner som kultivatorer och såmaskiner samt senare värmepannor och ventiler. Skogsfors blev också känd för att ha uppfört även en kraftstation, det första av sitt slag i Reftele.
År 1939 sålde han företaget till Kooperativa förbundet. Tillverkningen av shuntventiler låg utanför och fortsatte under sönerna   Sigurd och Göte Skogsfors. Denna verksamhet drivs fortfarande i Reftele inom familjeföretaget ESBE AB med inriktning på  tillverkning av komponenter för värme- och kylreglering i vätskeburna system.
Han var gift med Julia Skogsfors (1878–1974), född Peterson, och hade elva barn.